# Henrik Lagerlund
Henrik Lagerlund (født 16 februar 1970), er en svensk filosof og forfatter, der er professor i filosofihistorie ved Stockholms universitet.
Henrik Lagerlund har blandt andet skrevet bogen Matens filosofi, idet han mener madfilosof er overset. I bogen anbefaler Lagerlund en etisk omgang med mad, som er væsentlig for den måde, som det moderne menneske forholder sig til selve tilværelsen. Henrik Lagerlund har også skrevet en omfattende indføring i den vigtigste svenske filosofis historie fra Rydelius og frem til det 20. århundrede. Han har desuden blandt andet hævdet, at renæssancen aldrig fandtes.

## Reference
1. ↑  Henrik Lagerlund - Stockholms universitet
2. ↑  Lagerlund 2021
3. ↑  https://www.information.dk/moti/anmeldelse/2021/06/paa-tide-goere-gmo-skepsissen-siger-svensk-filosof-ny-bog
4. ↑  2020 – Den svenska filosofins historia
5. ↑  There was no such thing as ‘Renaissance philosophy’ | Aeon Essays